# Chris Lilley
Christopher Daniel Lilley, * 10. november 1974, Sydney, Avstralija, avstralski komik, televizijski producent, igralec in pisatelj.
Lilley je diplomiral na Barker College-u (Bachelor of Arts) iz umetnosti. Svojo kariero je pričel kot stand-up komik.

## Njegova dela
- Big Bite
- We Can Be Heroes
- Summer Heights High
- Angry Boys

1. ↑  Freebase Data Dumps — Google.